# Arnis
Az arnis egy több mint fél évezredes múltra visszatekintő, puszta kézzel, botokkal vagy egyéb hétköznapi tárgyakkal vívható Fülöp-szigeteki harcművészet.

## Eredete
Az arnis eredete nehezen követhető vissza. A szigetvilág történelmét áttekintve tudjuk, hogy a letelepedettek között érkeztek emberek Indiából, Délkelet-Ázsiából, Indonéziából. Ez a sokféle nép és kultúrájuk az évszázadok során keveredett, harcművészetük is közössé vált, amelyben éles kardokat, tőröket és tűzzel keményített botokat használtak a küzdelem során. Ezek a nagymértékben kifinomult harci stílusok nagy népszerűségre tettek szert a nemzetközi harcművészetek közösségében.
Amikor a spanyol hódítók el akarták foglalni a Fülöp-szigeteket kemény ellenállásba ütköztek, ahol az őslakosok botokkal és kardokkal felfegyverezve kezdetben nagy sikereket értek el Lapu Lapu törzsfőnök vezetésével aki módszeresen képezte embereit a bot ill. kard harcokban történő használatára. A spanyolok sokkal modernebb fegyvereik ellenére vereséget szenvedtek és maga Ferdinánd Magellán is ott esett el 1521-ben. Tulajdonképpen Lapu Laput tekinthetjük az arnis első mesterének és a technikák továbbadójának.
Más források szerint a spanyol megszállás alatt a filippínók használtak egy Escrima nevű párviadal jellegű, bottal történő mozgásformát, amelyet a későbbiekben ugyan betiltottak de a technikája mégsem tűnt el teljesen, mivel titokban továbbadták és sokszor a hódítók "orra előtt" színpadon, táncos vagy harci jelenetek előadása során vallásos darabokban játszották el. Ennek a neve moromoro. Ezekben a darabokban filippínó emberek játszottak, akik néha spanyol harcosoknak is beöltöztek, akik arnes-t viseltek, amely a középkori páncélzathoz tartozó vért. A karddal történő harci mozdulatok és a lábmunka teljes mértékben megegyezett az Escrimában használatossal. Az arnes szó hamarosan arnissá alakult és ez a név megmaradt.
Az biztos, hogy az arnis gyakorlását a spanyolok betiltották. Ezután évszázadokon keresztül titkosan gyakorolták, a technikákat apáról fiúra adták át. Remy A. Presas volt az, aki a II. világháború után a különféle stíluselemeket egy egységes rendszerbe foglalta össze megalapítva ezzel egy modern önvédelmi rendszert a modern arnist.

## Modern arnis
Amikor Remy A. Presas először utazgatott hazájában, akkor a különböző stílusokból kiválasztotta azokat a technikákat, amelyeket ő a leghatékonyabbnak gondolt és saját harcművészeti ismereteivel, (a karate, a judo és a kempó elemeivel) kombinálta azokat. A modern arnis, ahogy Presas elnevezte rendszerét, magába foglalja puszta kezes technikáiban azokat a mozdulatokat, amelyeket az egy botos (solo baston) és két botos (sinawali) technikákban alkalmaznak. Presas rendszere alacsony rúgásokat és földre vitelt is alkalmaz a teljesség érdekében.
Presas modernizálta a tradicionális arnis egyes meghatározott edzési helyzeteit – mint pl. az ellenség kezének vagy karjának a megütése annak botja helyett. Ez egy fájdalmas gyakorlat, amelyet csak azért fogadtak el, mivel az arnisban használt nádbotot szentnek tekintették. Presas úgy gondolta, épp olyan helyes gyakorlási módszer az, ha a botot ütik meg. Ezzel egyrészt sok fájdalmas ütéstől védi meg a tanítványokat, másrészt sokkal kevesebb arnis tanuló veszíti el kedvét és bátorságát.
Presas nem egyszerűen csak kombinált bizonyos technikákat, hanem arra bátorítja a tanítványokat, hogy sajátítsák el az arnis elveit, érezzenek rá saját technikájukra. A módszernek meg kell felelnie és illenie kell a személyhez és fordítva. Ezt egyszerűen úgy nevezi: „sodorja az ár”. Az „ár” Presas univerzális kifejezése annak a kényelmes helyzetnek a meghatározására, ahol az Arnis mozdulatai és az egyes ember teste maximális hatékonysággal tudnak találkozni. A test és a fegyver szinte egybeolvad, hogy a legtermészetesebb küzdő stílust érhessék el, amely a személy igényein és tulajdonságain alapul.

## Helyzete
Az arnis egyre jobban terjedő harcművészet. Úgy tűnik, hogy a stílusbeli megkülönböztetéseken túllépve a modern arnis elsajátításának elsődleges előnye a felfedezés, főképp, ha Presas módszerei szerint járunk el.
Magyarországon  Mosonmagyaróváron tartanak 2002-óta rendszeresen modern arnis edzéseket Turek Zoltán 3.Dan vezetésével. Ők a Német Arnis Szövetség (DAV) magyarországi csoportja.